# Ký hiệu gạch chéo Feynman
Trong nghiên cứu về trường Dirac trong lý thuyết trường lượng tử, Richard Feynman đã phát minh ra ký hiệu gạch chéo Feynman (ít khi được gọi là Ký hiệu gạch chéo Dirac). Nếu A là một vectơ hiệp phương sai (v.d. vectơ hình thái-1),
{\displaystyle {A\!\!\!/}\ {\stackrel {\mathrm {def} }{=}}\ \gamma ^{0}A_{0}+\gamma ^{1}A_{1}+\gamma ^{2}A_{2}+\gamma ^{3}A_{3}}
trong đó γ là ma trận gamma. Bằng cách sử dụng ký hiệu tính tổng Einstein, biểu thức đơn giản là 
{\displaystyle {A\!\!\!/}\ {\stackrel {\mathrm {def} }{=}}\ \gamma ^{\mu }A_{\mu }}.

## Đồng nhất thức
Sử dụng các phán hoán tử của ma trận gamma, một đồng nhất thức có thể chứng minh rằng với {\displaystyle a_{\mu }} và {\displaystyle b_{\mu }} bất kỳ,
{\displaystyle {\begin{aligned}{a\!\!\!/}{a\!\!\!/}=a^{\mu }a_{\mu }\cdot I_{4}=a^{2}\cdot I_{4}\\{a\!\!\!/}{b\!\!\!/}+{b\!\!\!/}{a\!\!\!/}=2a\cdot b\cdot I_{4}.\end{aligned}}}
trong đó {\displaystyle I_{4}} là ma trận đồng nhất trong không gian bốn chiều.
Cụ thể hơn,
{\displaystyle {\partial \!\!\!/}^{2}=\partial ^{2}\cdot I_{4}.}
Các đồng nhất thức khác có thể được thể hiện trực tiếp từ đồng nhất thức của ma trận gamma bằng cách thay tenxơ mêtric bằng không gian tích trong. Ví dụ,
{\displaystyle {\begin{aligned}\gamma _{\mu }{a\!\!\!/}\gamma ^{\mu }&=-2{a\!\!\!/}\\\gamma _{\mu }{a\!\!\!/}{b\!\!\!/}\gamma ^{\mu }&=4a\cdot b\cdot I_{4}\\\gamma _{\mu }{a\!\!\!/}{b\!\!\!/}{c\!\!\!/}\gamma ^{\mu }&=-2{c\!\!\!/}{b\!\!\!/}{a\!\!\!/}\\\gamma _{\mu }{a\!\!\!/}{b\!\!\!/}{c\!\!\!/}{d\!\!\!/}\gamma ^{\mu }&=2({d\!\!\!/}{a\!\!\!/}{b\!\!\!/}{c\!\!\!/}+{c\!\!\!/}{b\!\!\!/}{a\!\!\!/}{d\!\!\!/})\\\operatorname {tr} ({a\!\!\!/}{b\!\!\!/})&=4a\cdot b\\\operatorname {tr} ({a\!\!\!/}{b\!\!\!/}{c\!\!\!/}{d\!\!\!/})&=4\left[(a\cdot b)(c\cdot d)-(a\cdot c)(b\cdot d)+(a\cdot d)(b\cdot c)\right]\\\operatorname {tr} ({a\!\!\!/}{\gamma ^{\mu }}{b\!\!\!/}{\gamma ^{\nu }})&=4\left[a^{\mu }b^{\nu }+a^{\nu }b^{\mu }-\eta ^{\mu \nu }(a\cdot b)\right]\\\operatorname {tr} (\gamma _{5}{a\!\!\!/}{b\!\!\!/}{c\!\!\!/}{d\!\!\!/})&=4i\varepsilon _{\mu \nu \lambda \sigma }a^{\mu }b^{\nu }c^{\lambda }d^{\sigma }\\\operatorname {tr} ({\gamma ^{\mu }}{a\!\!\!/}{\gamma ^{\nu }})&=0\\\operatorname {tr} ({\gamma ^{5}}{a\!\!\!/}{b\!\!\!/})&=0\\\operatorname {tr} ({\gamma ^{0}}({a\!\!\!/}+m){\gamma ^{0}}({b\!\!\!/}+m))&=8a^{0}b^{0}-4(a.b)+4m^{2}\\\operatorname {tr} (({a\!\!\!/}+m){\gamma ^{\mu }}({b\!\!\!/}+m){\gamma ^{\nu }})&=4\left[a^{\mu }b^{\nu }+a^{\nu }b^{\mu }-\eta ^{\mu \nu }((a\cdot b)-m^{2})\right]\\\operatorname {tr} ({a\!\!\!/}_{1}...{a\!\!\!/}_{2n})&=\operatorname {tr} ({a\!\!\!/}_{2n}...{a\!\!\!/}_{1})\\\operatorname {tr} ({a\!\!\!/}_{1}...{a\!\!\!/}_{2n+1})&=0\end{aligned}}}
trong đó:
- {\displaystyle \varepsilon _{\mu \nu \lambda \sigma }} là ký hiệu Levi-Civita
- {\displaystyle \eta ^{\mu \nu }} là mêtric Minkowski
- {\displaystyle m} là một đại lượng vô hướng.

## Với động lượng-4
Mục này sử dụng ký số mêtric (+ − − −). Thông thường khi sử dụng phương trình Dirac và giải mặt cắt ngang, một mặt cắt tìm ký hiệu gạch chéo được dùng trong động lượng-4: bằng cách sử dụng cơ sở Dirac cho các ma trận gamma,
{\displaystyle \gamma ^{0}={\begin{pmatrix}I&0\\0&-I\end{pmatrix}},\quad \gamma ^{i}={\begin{pmatrix}0&\sigma ^{i}\\-\sigma ^{i}&0\end{pmatrix}}\,}
cũng như định nghĩa của động lượng-4 phân phương sai trong các đơn vị tự nhiên,
{\displaystyle p^{\mu }=\left(E,p_{x},p_{y},p_{z}\right)\,}
chúng ta thấy rõ ràng
{\displaystyle {\begin{aligned}{p\!\!/}&=\gamma ^{\mu }p_{\mu }=\gamma ^{0}p^{0}-\gamma ^{i}p^{i}\\&={\begin{bmatrix}p^{0}&0\\0&-p^{0}\end{bmatrix}}-{\begin{bmatrix}0&\sigma ^{i}p^{i}\\-\sigma ^{i}p^{i}&0\end{bmatrix}}\\&={\begin{bmatrix}E&-{\vec {\sigma }}\cdot {\vec {p}}\\{\vec {\sigma }}\cdot {\vec {p}}&-E\end{bmatrix}}.\end{aligned}}}
Các kết quả tương tự cũng có ở các cơ sở khác, chẳng hạn như cơ sở Weyl.